# جينو سكاربا
جينو سكاربا (بالنرويجية البوكمول: Gino Scarpa)‏ هو مصمم جرافيك ورسام ورسام توضيحي نرويجي، ولد في 8 نوفمبر 1924 في البندقية في إيطاليا.